# Akiko Nakagawa
Pour les articles homonymes, voir Nakagawa (homonymie).
Akiko Nakagawa (中川 亜紀子, Nakagawa Akiko) est une seiyū japonaise née à Sapporo le 1er décembre 1973.

## Voxographie notables
- Sota Higurashi dans InuYasha
- Anne dans Little Snow Fairy Sugar
- Moe Yanagida dans Tokyo Mew Mew
- Miss Goldenweek dans One Piece
- Inori Yamabuki/Cure Pine dans Fresh Pretty Cure!
- Miyuki Nanase dans Kindaichi Case Files
- Demi dans Flame of Recca
- Kanna Togakushi dans Happy Lesson (en)
- Sayla and Nana dans Superior Defender Gundam Force (en)
- Kayo Ando dans Pretty Cure Splash Star
- Shiori Kubou dans Maria-sama ga Miteru
- Sivil dans Macross 7
- Bomper dans Engine Sentai Go-onger

## Filmographie
- Akiko Homura / VoiceLugger Ruby dans VoiceLugger